# Stazione di Trenčín
La stazione di Trenčín è una fermata ferroviaria posta lungo la linea Bratislava-Žilina. La stazione funge anche da capolinea per la linea per Chynorany.

## Storia
La stazione fu inaugurata nel 1883 come parte dell'estensione della linea 120, che all'epoca era in costruzione e che avrebbe collegato Poszony a Žilina. Il fabbricato viaggiatori originale, costruito appositamente, è ancora oggi visibile nel parco adiacente alla stazione. Nel 1897 fu inaugurata una nuova linea per Bán, successivamente prolungata fino a Kinorány. In seguito all'aumento del traffico ferroviario, si decise di raddoppiare i binari della linea per Bratislava, costruendo un nuovo ponte sul Váh, che fu completato nel 1907. Nel 1943 fu inaugurato un nuovo fabbricato per i passeggeri.